# جورج بي. كوبر (مؤرخ)
جورج بي. كوبر (بالإنجليزية: George B. Cooper)‏ هو مؤرخ أمريكي، ولد في 14 أبريل 1916 في فيلادلفيا في الولايات المتحدة، وتوفي في 18 أكتوبر 1995.